# Campeonato Mundial de Voleibol Feminino de 1970
O Campeonato Mundial de Voleibol Feminino de 1970 foi a sexta edição do torneio organizado pela Federação Internacional de Voleibol (FIVB). Foi realizado na Bulgária de 22 de setembro a 2 de outubro de 1970.
Após duas edições fora do lugar mais alto do pódio, a União Soviética venceu todos os jogos disputados e conquistou o tetracampeonato. O Japão, que buscava o tricampeonato, foi vice. A Coreia do Norte ficou com a medalha de bronze.

## Times
| Grupo A - Bulgária - Cuba - Alemanha Oriental - Mongólia | Grupo B - Tchecoslováquia - Japão - México - Países Baixos | Grupo C - Coreia do Norte - Polónia - Roménia - Estados Unidos | Grupo D - Brasil - Hungria - Peru - União Soviética |

## Classificação Final
| 1. União Soviética 2. Japão 3. Coreia do Norte 4. Hungria 5. Tchecoslováquia 6. Bulgária 7. Roménia 8. Cuba 9. Polónia 10. Alemanha Oriental 11. Estados Unidos 12. México 13. Brasil 14. Países Baixos 15. Peru 16. Mongólia \| Campeonato Mundial de Voleibol Feminino de 1970 \| \| Campeão \| \| ----------------------------------------------- \| \| União Soviética 4º Título \| Elenco Ludmila Buldakova, Vera Duyunova, Vera Lantratova, Galina Leontieva, Ludmila Michailovskaya, Inna Ryskal, Tatyana Tretyakova, Rosa Salichova, Tatyana Sarytscheva, Nina Smoleyeva, Liubov Turina, e Marita Batutite. |
| Campeonato Mundial de Voleibol Feminino de 1970 |
| Campeão |
| |
| União Soviética 4º Título |